# بايك سيونغ هو
بايك سيونغ هو (مواليد 17 مارس 1997) هو لاعب كرة قدم كوري جنوبي يلعب في مركز خط الوسط في نادي جونبك هيونداي موتورز.

## وصلات خارجية
- بايك سيونغ هو على موقع الاتحاد الدولي (مؤرشف)  (الإنجليزية)
- بايك سيونغ هو على موقع دوري كوريا الجنوبية (الإنجليزية)
- بايك سيونغ هو على موقع قاعدة بيانات كرة القدم.إي يو (الإنجليزية)
- بايك سيونغ هو على موقع ناشيونال فوتبول تيمز (الإنجليزية)
- بايك سيونغ هو على موقع Soccerway.com (الإنجليزية)
- بايك سيونغ هو على موقع عالم كرة القدم.نت (الإنجليزية)